# Jean Arasanayagam
Jean Arasanayagam (nascido Jean Solomons; 2 de dezembro de 1931 – 30 de julho de 2019) foi um poeta e escritor de ficção do Sri Lanka. Ela escreveu seus trabalhos em inglês. O tema em seu trabalho foi turbulência étnica e religiosa no Sri Lanka. Seu marido, Thiyagarajah Arasanayagam e suas duas filhas, Devasundari e Parvathi, compartilham a mesma paixão pela escrita, uma que Parvathi assumiu depois de Jean. Ela fez sua própria marca como poeta/escritor.

## Contexto
Ela era uma burgher holandesa, o termo para filhos de holandeses e mulheres indígenas.

## Primeiros anos
Nascida em uma família holandesa de Burgher em 2 de dezembro de 1931, ela foi criada e passou a vida principalmente em Kandy. Ela é ex-aluna da Girls' High School Kandy, formou-se na Universidade de Peradeniya e mais tarde obteve seu mestrado em linguística na Universidade de Stratchclyde, em Glasgow, na Escócia. Sendo uma professora em muitas instituições no Sri Lanka, ela também foi bolsista visitante na Faculdade de Artes da Universidade de Exeter, no Reino Unido. Jean era casada com um Jaffna Tamil e costumava lidar com várias culturas e tradições, o que pode ter moldado sua consciência e identidade étnica.

## Morte
Arasanayagam morreu em 30 de julho de 2019 em Kandy.

## Obras
- Past teacher of St. Anthony's College, Kandy

### Poesia
- Kindura (1973)
- Poems of Season Beginning and a Season Over (1977)
- Apocalypse '83 (1984)
- The Cry of the Kite (1984)
- A Colonial Inheritance and Other Poems (1985)
- Out of Our Prisons We Emerge (1987)
- Trial by Terror (1987)
- Reddened Waters Flow Clear (1991)
- Shooting the Floricans (1993)
- Nallur
- ruined gopuram
- mother-in-law

### Prosa
- The Cry of the Kite (A collection of short stories) (Kandy, 1984)
- The Outsider (Universidade de Nagasaki: Bulletin of the Faculty of Liberal Arts, 1989)
- Fragments of a Journey (Colombo: WERC, 1992)
- All was Burning (Nova Deli: Penguin Books India, 1995)
- Peacocks and Dreams (Nova Deli: Navrang, 1996)